# Kindapartiet
Kindapartiet var ett lokalt politiskt parti som var registrerat för val till kommunfullmäktige i Kinda kommun. Partiet var representerat i Kinda kommunfullmäktige mellan 1988 och 2002.

## Valresultat
| År   | Röster | %    | Mandat  |
| ---- | ------ | ---- | ------- |
| 1988 | –      | –    | 7 av 49 |
| 1991 | –      | –    | 7 av 49 |
| 1994 | –      | –    | 8 av 49 |
| 1998 | –      | 10,1 | 4 av 49 |
| 2002 | –      | 0,6  | 0 av 39 |